# Mary Erskine
Mary Erskine, född 1629, död 1707, var en skotsk reformpedagog och finansiär. 
Hon var gift två gånger innan hon blev änka för sista gången 1683 och då etablerade sig som pengautlånare i Edinburgh. På begäran av stadsrådet grundade hon år 1694 Merchant Maiden Hospital, en skola för borgardöttrar, som hon till stor del finansierade.  